# Гастингсит
Гастингсит (рос. гастингсит; англ. hastingsite; нім. Hastingsit m) — мінерал, гідроксилалюмосилікат кальцію і натрію групи амфіболу.

## Загальний опис
Хімічна формула: NaCa2(Fe2+)4Fe3+(Al2Si6O22)(OH)2; Fe2+ може заміщатися на Mg.
Властивості і склад змінюються від магніїстого до залізистого різновиду.
Знайдений в нефеліновому сієніті в районі Даганнон (Канада), а також на Кольському півострові.

## Різновиди
- гастинґсит залізистий (ферогастингсит);
- гастинґсит лужний (загальна назва для всіх гастинґситів, збагачених лугами);
- гастинґсит магніїстий (відміна гастинґситу, яка містить до 16 % MgO; відношення Fe3+:Mg=2:1); гастинґсит хлористий (гастинґсит із Сх. Саяну, який містить 0,98-2 % Cl).